# Escaryus koreanus
Escaryus koreanus är en mångfotingart som beskrevs av Masatoshi Takakuwa 1937. Escaryus koreanus ingår i släktet Escaryus och familjen småjordkrypare.
Artens utbredningsområde är:
- Kazakstan.
- Armenien.
- Azerbajdzjan.
- Turkmenistan.
- Uzbekistan.

Inga underarter finns listade i Catalogue of Life.